# Вуликова вулиця
Ву́ликова ву́лиця — вулиця в Дарницькому районі міста Києва, селище Бортничі. Пролягає від вулиці Коцюбинського до Заплавної вулиці. 
Прилучаються вулиця Йоганна Вольфганга Ґете та провулок Богдана-Ігоря Антонича.

## Історія
Вулиця виникла в середині XX століття, мала назву вулиця Калініна, на честь радянського партійного і державного діяча Михайла Калініна.
Сучасна назва — з 2015 року.